# Bannur, Athni
Bannur là một làng thuộc tehsil Athni, huyện Belgaum, bang Karnataka, Ấn Độ.